# Giovanni Francesco Marchini

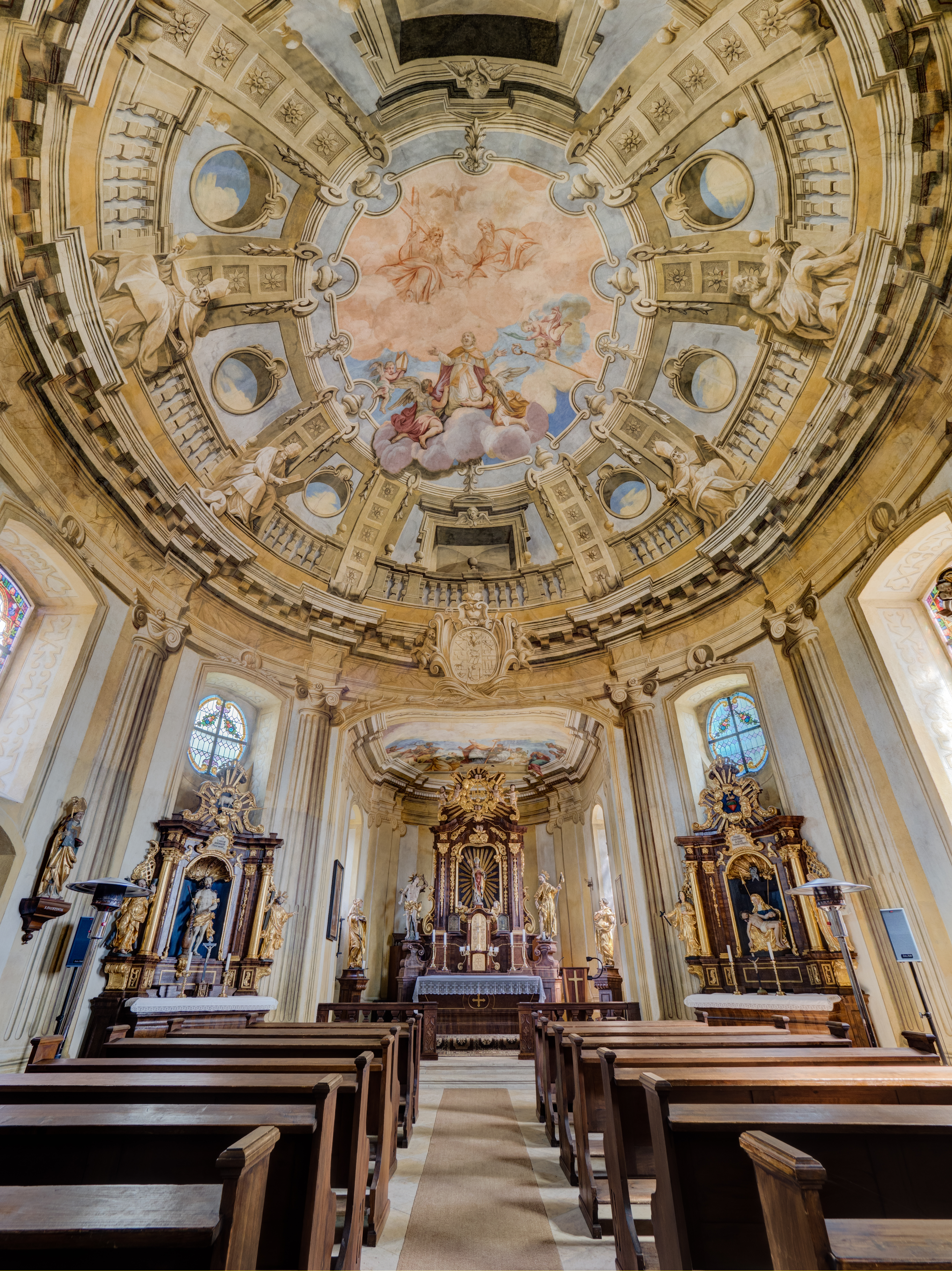
Wand- und Deckenfresko in Valentinikapelle

Giovanni Francesco Marchini (* um 1672; † 1745 in Bamberg) war ein Maler des Barocks. Er stammte aus Como in Italien und gilt als Meister der barocken Illusionsmalerei. Von ihm sind einige Arbeiten im mittel- und süddeutschen Raum erhalten.

## Werke
- Jakobskapelle in Wiesentheid, Illusionsmalerei einer einstürzenden Decke (1712)
- Schloss Crossen, Festsaal (1712)
- St. Martin in Bamberg, Scheinkuppel (1716)
- Schloss Weißenstein bei Bamberg, Sala terrena (1711 bis 1718)
- Rheinschlösschen in Mainz, Fassadenverzierung (1721)
- Kapelle des Rochusspitals in Mainz[2]
- Mauritiuskirche in Wiesentheid, Scheinmalerei an der Decke (1728 bis 1730)
- Schloss Bruchsal, Raumgestaltung durch Freskenmalereien (1731 bis 1736)
- Eremitage in Waghäusel, Kuppelfresko (um 1732, 1946 zerstört)
- Schloss Wiederau, Festsaal
- Jüngerer Dalberger Hof in Mainz, Deckengemälde
- Schloss Zeilitzheim, Unterfranken. Festsaal (ca. 1735)[3]
- Kloster Seligenstadt, Sommerrefektorium[4]
- Wallfahrtsbasilika St. Georg Walldürn, Deckenmalerei und weitere Gemälde
- Valentinikapelle in Unterleiterbach, Wand- und Deckenfresko (1740 bis 1741)